# Różalski
Nazwisko polskie.
- Antoni Różalski (ur. 1952) – polski biolog
- Jakub Różalski (ur. 1981) – polski malarz
- Marcin Różalski (ur. 1978) − polski kick-bokser oraz zawodnik mieszanych sztuk walki